# Jacques Collin de Plancy
Collin de Plancy fr:  kɔlɛ̃ də plɑ̃si (właściwie Jacques Albin Simon Collin de Plancy ur. 30 stycznia 1793 w Plancy-l’Abbaye, zm. 13 stycznia 1881 w Paryżu) – francuski pisarz i okultysta. Publikował pod ponad dwudziestoma pseudonimami.
Jego najsłynniejsze dzieło to Dictionnaire Infernal, napisane w 1818 roku. Cieszyło się ono szczególną popularnością. Wielokrotnie było poszerzane i uzupełniane. Do 1863 roku ukazało się jego sześć wydań. Polskie wydanie: Słownik wiedzy tajemnej, tłum. Michał Karpowicz, Oficyna Wydawnicza POLCZEK Polskiego Czerwonego Krzyża, Warszawa - Kraków, 1993, ISBN 83-85272-11-9.